# Alto Feliz
Alto Feliz (Obern Feliz) é um município brasileiro do estado do Rio Grande do Sul.

## História
A localidade de Alto Feliz nasceu  com a criação da "Colônia Feliz". Os colonizadores alemães,  que chegaram no ano de 1846, estabelecendo-se no alto de um morro denominado "Batatenberg" (Morro das Batatas). Lá construíram sua primeira igreja, que se tornaria Paróquia em 1877. Os protestantes ergueram a primeira escola, por volta de 1850, no mesmo núcleo de povoação. Os italianos chegaram após 1865 e estabeleceram-se mais ao norte. As duas etnias são as formadoras do povo de Alto Feliz.
Por volta do ano de 1900, foi construída a estrada Júlio de Castilhos, única via de acesso entre Porto Alegre e a região norte do Estado. A povoação, antes localizada no Morro das Batatas, foi se concentrando ao longo da rodovia, assim deslocando o centro econômico social. Em  20 de março de 1992 a localidade foi elevada a município pela Lei Estadual nº . 9623, desmembrando-se do município de origem, Feliz.
O nome Alto Feliz é originário de "Obern Feliz" (Feliz Alta), utilizado já nos primórdios da colonização e relaciona-se com sua situação geográfica.

## Geografia
Alto Feliz possui uma área de 79,173 km² e localiza-se a uma latitude 29º23'31" sul e a uma longitude 51º18'44" oeste, estando a uma altitude de 285 metros. O relevo é predominantemente montanhoso e ondulado. A população em 2010 era de 2.917 habitantes, com densidade demográfica de 36,84 hab/km².

### Subdivisões
O município é dividido entre a sede e nas localidades de Arroio Jaguar, Morro das Batatas, Morro Gaúcho, São Pedro, Sete Colônias, Morro Belo, Santo Antônio Alto, Santo Antônio Baixo, Nova Alemanha, Canto Schütz, Arroio Feliz, Arroio Alegre, Vale do Mel, Encosta da Palmeira e Morro Capim.

### Clima
O clima é subtropical, apresentando temperaturas médias de 25 a 30 °C, no verão e 5 a 12 °C, no inverno. No inverno ocorrem com frequência a formação de geadas e raramente formação de neve. O índice pluviométrico médio do município é de 1450 ml/ano .

## Economia
A economia é baseada na indústria e agropecuária. Na indústria se destacam a moveleira, a calçadista e a têxtil. Na agropecuária destacam-se a criação de aves, como galinhas e perus, suínos e gado. Destaca-se ainda a produção de mudas, como uvas, caquis e kiwis, a fruticultura e a produção de hortaliças. O município tem ao todo 630 minifúndios que formam a base de sua economia.

### Turismo
A cidade é conhecida por seus atrativos naturais, como cascatas, morros e vales. Também é possível conhecer a antiga Casa dos Padres Jesuítas, a Capela Santo Inácio da Feliz, e as casas da época colonial.
A estrutura de seus minifúndios e a arquitetura são característicos e em muitos lares ainda se preserva a tradição, a cultura e a língua dos antepassados.

## Telecomunicações
Em 2010, 69,88% da população tinham somente telefone celular, 6,42% apenas fixo e 30,67% possuíam ambos, enquanto que 6,09% não tinham nenhum. O código de área (DDD) é 051 e o Código de Endereçamento Postal (CEP) da cidade vai de 95773-000 a 95774-999. O serviço postal é atendido por agências da Empresa Brasileira de Correios e Telégrafos funcionando na zona urbana e nos distritos.